# 博斯地区圣莱奥纳尔
博斯地区圣莱奥纳尔（法語：Saint-Léonard-en-Beauce，法語發音：[sɛ̃ leɔnaʁ ɑ̃ bos]）是法国卢瓦-谢尔省的一个市镇，属于布卢瓦区。

## 地理
博斯地区圣莱奥纳尔（47°49'51"N, 1°22'50"E）面积40.66 平方千米，位于法国中央-卢瓦尔河谷大区卢瓦-谢尔省，该省份为法国中北部省份，北起厄尔-卢瓦省，东北接卢瓦雷省，东南接谢尔省，南至安德尔省，西南接安德尔-卢瓦尔省，西北接萨尔特省。
与博斯地区圣莱奥纳尔接壤的市镇（或旧市镇、城区）包括：欧坦维尔、拉马德莱娜-维勒弗鲁安、马舍努瓦尔、马沃、勒普莱西莱谢勒、维耶维勒赖耶、博斯拉罗迈讷、新乌克。

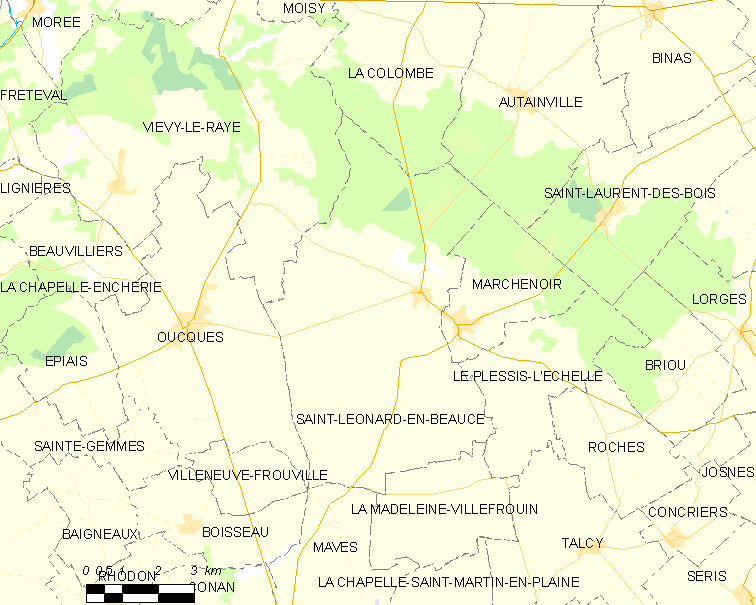
博斯地区圣莱奥纳尔的OSM定位图

博斯地区圣莱奥纳尔的时区为UTC+01:00、UTC+02:00（夏令时）。

## 行政
博斯地区圣莱奥纳尔的邮政编码为41370，INSEE市镇编码为41221。

## 政治
博斯地区圣莱奥纳尔所属的省级选区为拉博斯县。

## 人口

1962-2008年间博斯地区圣莱奥纳尔人口变化图示

博斯地区圣莱奥纳尔于2022年1月1日时的人口数量为638人。